# Gabriele Bruni
Gabriele Bruni (Palermo, 2 maggio 1974) è un velista italiano.

## Biografia
Nato a Palermo il 2 Maggio 1974, viene da sempre chiamato "Ganga".  
Ha partecipato, in equipaggio con il fratello Francesco Bruni, alle Olimpiadi estive di Sydney 2000 nello Skiff Maschile 49er. Conta due partecipazioni alla America's Cup: è stato stratega dell'imbarcazione italiana +39 durante la Coppa America 2007 e stratega dell'imbarcazione Azzurra durante il Louis Vuitton Trophy del 2008 in cui ha vinto la tappa di Nizza.
Ha partecipato a diverse regate di Altura su imbarcazioni da regata. 
Ha vinto 4 edizioni della regata Palermo-Montecarlo, 2 edizioni della “Giraglia”, 3 edizioni della “Regata dei tre golfi”, 2 edizioni della “Middle sea Race”. 
Dal 2013 viene nominato allenatore della squadra Olimpica Italiana sotto la Presidenza di Carlo Croce e di Francesco Ettorre, conseguendo importantissimi traguardi 
Gli equipaggi allenati da Bruni hanno vinto complessivamente: 
2 Medaglie d’oro Olimpiche
2021 Tokyo equipaggio Tita-Banti  
2024 Parigi equipaggio Tita-Banti  
5  Campionati Mondiali Assoluti:
2018 Tita-Banti
2019 Bissaro-Frascari
2022 Tita-Banti
2023 Tita -Banti
2024 Tita -Banti 
2 Medeglie d'argento ai Mondiali assoluti:
2022 Ugolini-Giubilei
2023 Ugolini-Giubilei 
1 Medaglia di Bronzo ai Mondiali assoluti
2024 Ugolini-Giubilei 
4 Campionati Europei Assoluti,
In totale gli atleti da lui allenati hanno ottenuto 86 podi in diverse tappe di Coppa del Mondo.
Nel 2021, in seguito alla vittoria come allenatore delle medaglia d’oro Olimpica, è stato insignito dal CONI della Palma d’Oro al merito, massima onorificenza per un Tecnico. 
Attualmente tesserato per il Club Canottieri Roggero di Lauria di Palermo, ha fatto parte del Gruppo sportivo delle Fiamme Gialle dal 1998 al 2008.  